# Lichty (Washington)
Lichty az Amerikai Egyesült Államok északnyugati részén, Washington állam Yakima megyéjében elhelyezkedő önkormányzat nélküli település.
A település korábban az Esjay nevet viselte. 1907-ben elkészült a North Yakima and Valley Railway Company vasútvonala, ekkor a helységet átnevezték; a névadó Peter J. Lichty, akinek a telkét a pálya építéséhez kisajátították. Lichty postahivatala 1913. július 11-e és 1917. február 15-e között működött.

## Fordítás
Ez a szócikk részben vagy egészben  a   Lichty, Washington című angol Wikipédia-szócikk ezen változatának fordításán alapul.  Az eredeti cikk szerkesztőit annak laptörténete sorolja fel. Ez a jelzés csupán a megfogalmazás eredetét és a szerzői jogokat jelzi, nem szolgál a cikkben szereplő információk forrásmegjelöléseként.